# Traian Oprea
Traian Oprea (n. 15 septembrie 1866, Ezeriș – d. secolul al XX-lea) a fost un deputat în Marea Adunare Națională de la Alba Iulia, organismul legislativ reprezentativ al „tuturor românilor din Transilvania, Banat și Țara Ungurească”, cel care a adoptat hotărârea privind Unirea Transilvaniei cu România, la 1 decembrie 1918.

## Biografie
A fost prezent la Marea Adunare Națională de la Alba Iulia în calitate de delegat. Între 1913 și 1937 a slujit altarul bisericii ortodoxe române din Vârșeț. I-a avut drept capelani pe Adam Fiștea, Cornel Petroviciu, Traian Petrică, Gruia Roșu. Ca pensionar a locuit în Timișoara, pe strada Remus nr. 1.

## Lectură Suplimentară
- Gelu Neamțu, Mircea Vaida-Voevod, 1 decembrie 1918. Mărturii ale participanților, Editura Academiei Române, 2005. (ISBN 973-27-1258-9)
- Ioan I. Șerban, Nicolae Josan, Dicționarul Personalităților Române. Trimișii românilor transilvăneni la Marea Adunare Națională de la Alba Iulia, Alba Iulia, 2003. (ISBN 973-8141-90-7)
- Daniela Comșa, Eugenia Glodariu, Maria M. Jude, Clujenii și Marea Unire, Cluj Napoca, 1998. (ISBN 973-0007-24-1)